# Grandifoxus aciculata
Grandifoxus aciculata är en kräftdjursart som beskrevs av Coyle 1982. Grandifoxus aciculata ingår i släktet Grandifoxus och familjen Phoxocephalidae. Inga underarter finns listade i Catalogue of Life.